# Archiwum Państwowe w Zamościu
Archiwum Państwowe w Zamościu – Oddział Powiatowy Archiwum Państwowego w Lublinie, zostało utworzone 21 lipca 1950 roku.

## Historia
Tradycje archiwalne w Zamościu sięgają czasów kanclerza Jana Zamoyskiego, który był archiwistą. Osobne archiwa w Zamościu prowadziły: władze miejskie, Akademia Zamojska i Kapituła kolegiacka. 21 lipca 1950 roku rozporządzeniem Ministra Oświaty, powołano Oddział Powiatowy Archiwum Państwowego w Lublinie. Na podstawie dekretu Rady Ministrów z 29 marca 1951 roku archiwum przekształcono, w Powiatowe Archiwum Państwowe w Zamościu (pierwszy kierownikiem został Hipolit Kozioł). W 1951 roku archiwum przydzielono powiaty: zamojski, krasnystawski i biłgorajski, a od 1952 roku również powiat tomaszowski. W 1955 roku powstało archiwum w Kraśniku, któremu przydzielono powiat biłgorajski. Na początku archiwum miało trudności lokalowe. W 1975 roku powstało województwo zamojskie, dlatego 21 stycznia 1976 roku archiwum zostało przekształcone na Wojewódzkie Archiwum Państwowe. W 1983 roku zmieniono nazwę na Archiwum Państwowe w Zamościu, które w 2001 roku przeniesiono do nowej zaadaptowanej siedziby.

## Zobacz
- Archiwum Państwowe w Lublinie